# Мігель де лас Куевас
Мігель Анхель де лас Куевас Барбера (ісп. Miguel Ángel de las Cuevas Barberá; народився 19 червня 1986, Аліканте, Іспанія) — іспанський футболіст, півзахисник клубу «Кордова».

## Кар'єра
Народився у валенсійському місті Аліканте. Професійну кар'єру починав у місцевому футбольному клубі «Еркулес», який тоді перебував у третьому іспанському дивізіоні. У сезоні 2004/2005 років, коли Де Лас Куевас був запасним гравцем, його команді вдалося повернутися до Сегунди після шестирічної відсутності.
Напередодні чемпіонату 2006/2007 років Де Лас Куевас підписав контракт з мадридським «Атлетіко». Але 13 серпня 2006 року, під час передсезонної підготовки, він зазнав важкої травми щиколотки під час матчу проти «Насьйоналя» Монтевідео в товариському турнірі на кубок Тереси Еррери. Ця травма вивела гравця з ладу більш як на один рік.
Тільки 12 грудня 2007 року відбувся дебют півзахисника за «матрацників», у другій половині матчу з «Гранадою 74» в 1/32 фіналу кубка Іспанії. Надалі він виходив на поле в 13 матчах свого першого після пошкодження сезону, з яких у 12 випадках, виходив на заміну.
Зігравши ще приблизно таку ж кількість матчів в «Атлетіко», 25 червня 2009 року Де Лас Куевас перейшов до іншого клубу іспанської Прімери — хіхонського «Спортінга». Підписаний контракт був розрахований на чотири роки, протягом трьох перших років «Атлетіко» зберігав за собою право викупити гравця назад. Чемпіонат 2009/2010 став для цього футболіста одним з найуспішніших, у списку найкращих бомбардирів команди він посів друге місце, відзначившись дублями у воротах «Мальорки» (4:1) і «Атлетік Більбао» (2:1, у гостях) і одним м'ячем проти свого колишнього клубу «Атлетіко» (1:1) — і саме цей гол, забитий 8 травня 2010 року, дозволив зберегти прописку «Спортінга» у найвищому дивізіоні на наступний рік.
Під керівництвом Мануеля Пресіадо, Де Лас Куевас і в наступному сезоні залишався беззаперечним гравцем основи. 2 квітня 2011 року його удар приніс перемогу над мадридським «Реалом» на «Сантьяго Бернабеу», перервавши цим рекордну безпрограшну домашню серію команд Жозе Моурінью, що тривала дев'ять років і 150 матчів. За підсумками сезону Де Лас Куевас пропустив лише один матч Ла-Ліги і записав у свій доробок шість м'ячів, знову допомігши своїй команді уникнути пониження в класі.
Утім, під час розіграшу 2011/2012 років «Спортінг» не зміг утриматися в Прімері й у січні 2013 року Де Лас Куеваса віддали в оренду «Осасуні». У наваррському клубі півзахисник регулярно брав участь у матчах сезону, забив один гол (у матчі з «Вальядолідом») і віддав одну результативну передачу в матчі, де вирішувалося, чи залишиться команда в елітному дивізіоні.